# Camina
Camina (in sloveno Kamno) è un paese della Slovenia, frazione del comune di Tolmino.
La località si trova nell'alta valle del fiume Isonzo a 248 metri s.l.m. e confina a sud direttamente con l'Italia con il massiccio del Colovrat.

## Geografia fisica

### Alture principali
Monte Nachnoi (Nagnoj, 1193 m); Monte Cucco (Kuk, 1243 m); Golo brdo (513 m).

### Corsi d'acqua
- Fiume Isonzo (Soča)

## Storia
Dopo la caduta dell'Impero romano d'Occidente, e la parentesi del Regno ostrogoto, i Longobardi si insediarono nel suo territorio, seguiti poi attorno al VI secolo da popolazioni slave. Fu così che tutto il suo territorio entrò a far parte del Ducato del Friuli. Alla caduta del Regno longobardo subentrarono quindi i Franchi; in seguito al Trattato di Verdun, nell'843, entrò a far parte del Regnum Italiae e poi, nel 951, della Marca di Verona e Aquileia; dopo un'iniziale sottomissione al Ducato di Baviera dal 952, nel 976 passò al Ducato di Carinzia appena costituito dall'imperatore Ottone II.
Nel 1077 passò al Principato ecclesiastico di Aquileia sotto la Gastaldia di Tolmino. Con la caduta del Patriarcato di Aquileia passò nel 1420 (formalmente nel 1445) alla Repubblica di Venezia.
Col Trattato di Noyon (1516) la Serenissima perse l'alta valle del fiume Isonzo e quindi la Gastaldia di Tolmino ,di cui Camina faceva parte, a favore della Contea di Gorizia e Gradisca che già dal 1500 era sotto dominio asburgico.
Con il trattato di Schönbrunn (1809) entrò a far parte delle Province Illiriche.

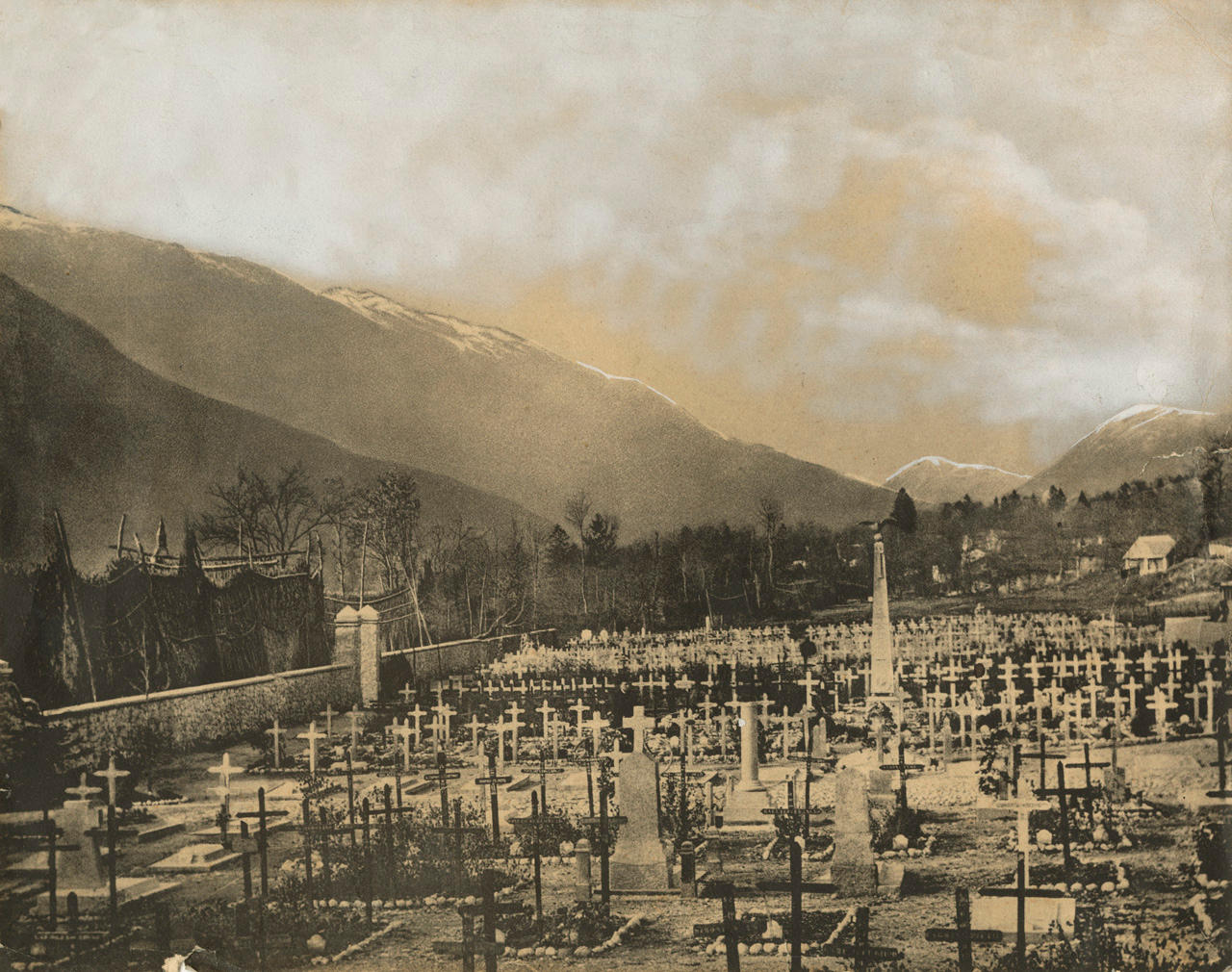
Cimitero militare della prima guerra mondiale.

Col Congresso di Vienna nel 1815 rientrò in mano austriaca nel Regno d'Illiria come comune catastale autonomo; passò in seguito sotto il profilo amministrativo al Litorale austriaco nel 1849. In seguito diverrà frazione del comune di Libussina.
Durante la prima guerra mondiale fu teatro del Primo Balzo delle truppe italiane nonché della Battaglia di Caporetto.
Durante il conflitto Kamno divenne uno dei tanti paesi dietro la linea del fuoco popolato dai soldati a riposo. Nel paese avevano difatti sede comandi, reparti di sussistenza e di sanità, nonché svariate sezioni di sanità dove venivano ricoverati i feriti provenienti dalle linee soprastanti dei monti Sleme, Mrzli e Vodil. 
Accanto al cimitero civile del paese sorse un grande cimitero militare dove venivano sepolti i morti recuperati in linea o quelli che decedevano nelle sezioni di sanità ospitate nelle case del paese. Il cimitero militare di Kamno nacque come "Cimitero della brigata Salerno" a motivo dei numerosi soldati di tale brigata che vi avevano trovato sepoltura dopo le primissime operazioni di attacco alla catena Sleme-Mrzli-Vodil. Il cimitero assunse nel primo dopoguerra il nome di cimitero Piscicelli, dal nome di Maurizio de Vito Piscicelli, tenente colonnello di cavalleria che nelle concitate fasi iniziali dei combattimenti della battaglia di Caporetto, prese il comando di un battaglione del 147º reggimento fanteria, brigata Caltanissetta, a riposo in loco, e difese il fondovalle Isonzo contro le prime puntate offensive tedesche provenienti da Tolmino. Per questa azione disperata, dove Piscicelli morì, gli venne concessa la medaglia d'oro al valor militare, l'unica della prima giornata di combattimenti della battaglia di Caporetto. 
Dopo la prima guerra mondiale, fu frazione del comune di Libussina della Provincia del Friuli per poi passare, nel 1927, alla ricostituita Provincia di Gorizia venendo assorbito dal comune di Caporetto.
Fu soggetta alla Zona d'operazioni del Litorale adriatico (OZAK) tra il Settembre 1943 e il 1945 e tra il 1945 e il 1947, trovandosi a ovest della Linea Morgan, fece parte della Zona A della Venezia Giulia sotto il controllo Britannico-Americano del Governo Militare Alleato (AMG); passò poi alla Jugoslavia e quindi alla Slovenia.